# Moseskapelle

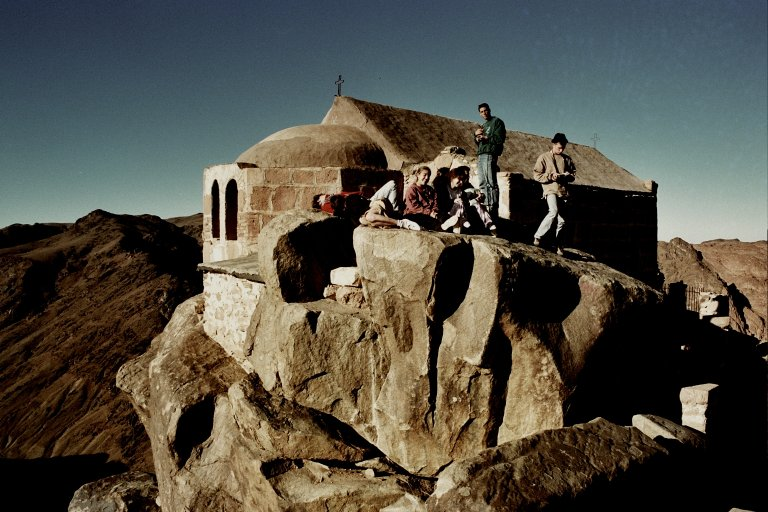
Die Apsis der Moseskapelle auf dem Sinai

Die Moseskapelle (auch: Kapelle der Heiligen Dreifaltigkeit) ist eine griechisch-orthodoxe Kapelle auf dem Gipfel des Berges Sinai in Ägypten.

## Geschichte
Im 6. Jahrhundert wurde im Auftrag des byzantinischen Kaisers Justinian I. auf dem Gipfel des Sinai 700 m oberhalb des Katharinenklosters eine dem Propheten Moses geweihte dreischiffige Basilika mit Narthex (Vorraum) in den Ausmaßen von 12 × 22 m errichtet. Diese Stelle galt als der Ort, an dem Mose die Zehn Gebote erhalten haben soll. Auf den Grundmauern des Chores dieser Basilika errichtete man im Laufe des Mittelalters eine kleine ebenso dem Moses geweihte Kapelle mit einer innen halbrund und außen dreiseitig geschlossenen Apsis. An ihrer Nordseite befand sich auf den Grundmauern des Seitenschiffes der Basilika eine kleine Seitenkapelle, die dem Erzengel Michael geweiht war. Felix Fabri schrieb um 1480 in seinem Reisebericht, dass Mönche nahe der Kapelle leben würden. Francesco Quaresmio berichtete im 17. Jahrhundert, in einer der Kapellen dürfe die Messe im lateinischen Ritus gelesen werden.
Dieser Sakralbau bestand bis in das 20. Jahrhundert hinein. Aufgrund des schlechten Bauzustandes entschloss man sich, die Kapelle niederzulegen. 1934 erfolgte der Neubau der heute vorhandenen Moseskapelle, die auch der Heiligen Dreifaltigkeit geweiht wurde. Ihre Ausmaße betragen 10 × 5,3 m.